# بیستروتشیتسه
بیستروتشیتسه (به چکی: Bystročice) یک منطقهٔ مسکونی در جمهوری چک است که در ناحیه اولومووتس واقع شده‌است. بیستروتشیتسه ۸٫۰۱ کیلومتر مربع مساحت و ۷۶۳ نفر جمعیت دارد و ۲۱۵ متر بالاتر از سطح دریا واقع شده‌است.